# Sülfija Sabirowa

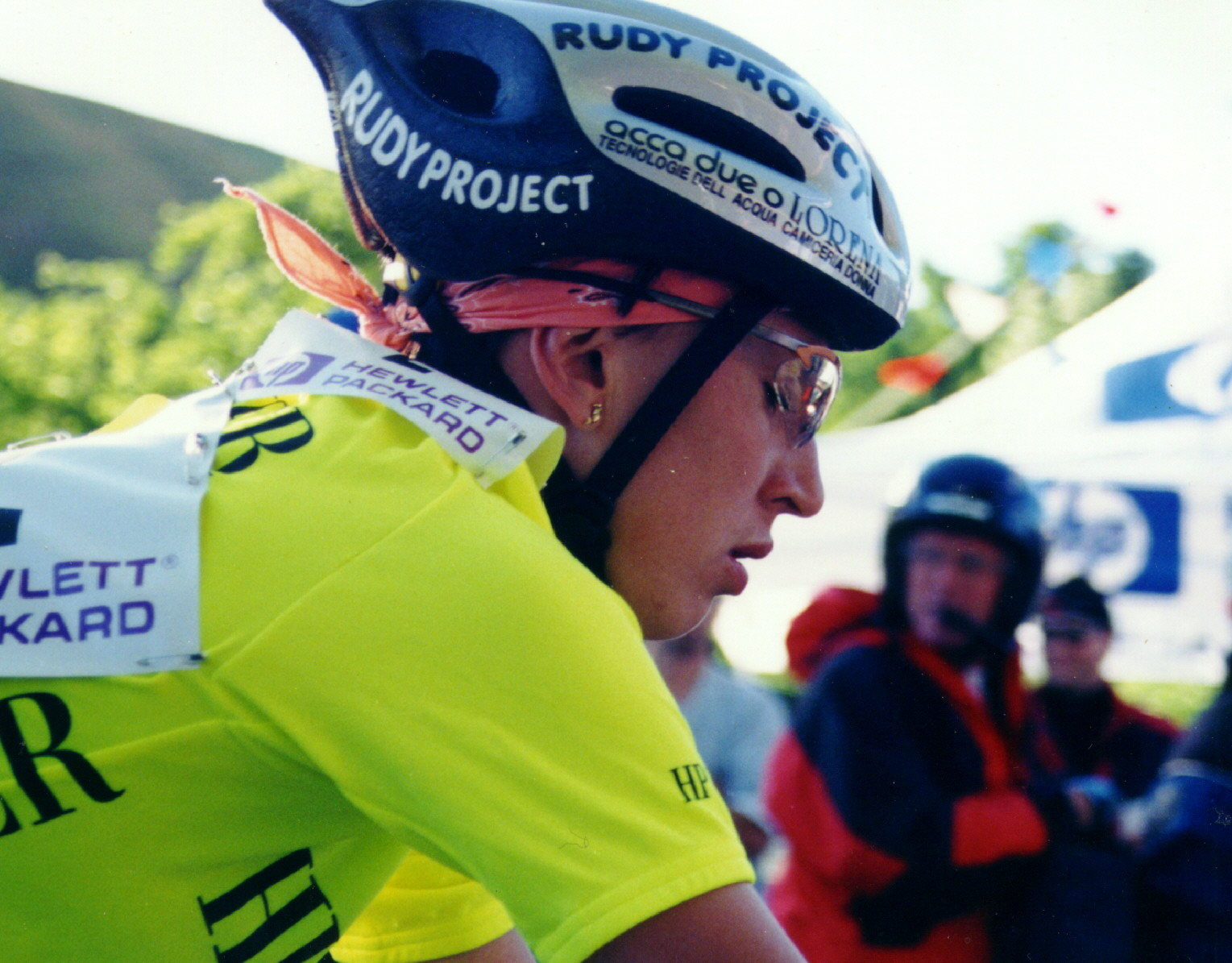
Sülfija Sabirowa

Sülfija Sabirowa (kasachisch Зүльфия Забирова, russisch Зульфия Хасановна Забирова, Sulfija Chassanowna Sabirowa; * 19. Dezember 1973 in Taschkent, Usbekische SSR) ist eine Sportliche Leiterin im Radsport und eine ehemalige kasachische Radrennfahrerin.
Sülfija Sabirowa emigrierte 1993 aus ihrem Heimatland Usbekistan nach Russland und trat fortan für Russland als Sportlerin an. 2005 nahm sie die kasachische Staatsbürgerschaft an.
Bei den Olympischen Sommerspielen 1996 gewann Sabirowa Gold im Einzelzeitfahren. 2002 wurde sie Straßen-Radweltmeisterin. 2002 und 2004 gewann sie die Internationale Thüringen-Rundfahrt der Frauen. In den Jahren 2003 und 2004 entschied sie die auf den letzten 118 km des Männerklassikers Mailand–Sanremo ausgetragene Primavera Rosa für sich. 2004 siegte sie auch bei der für Frauen erstmals ausgetragenen Flandern-Rundfahrt. Zweimal, 1998 und 2002, gewann sie den Chrono Champenois – Trophée Européen. Je viermal wurde sie zudem kasachische Meisterin im Straßenrennen sowie im Einzelzeitfahren.
Nach der Geburt eines Kindes und der Auflösung ihres letzten Teams Bigla trat Sabirowa 2009 zunächst vom Radsport zurück. Seit Beginn der Saison 2012 ist sie in der sportlichen Leitung des Frauen-Radsportteams Rusvelo tätig. Sülfija Sabirowa lebt im Kanton Tessin in der Nähe von Lugano in der Schweiz. Sie ist verheiratet und Mutter einer Tochter.

## Teams
- 1999 Acca Due O
- 2000–2001 Acca Due O-Lorena Camichie
- 2002 USC Chirio
- 2003 Team Prato Marathon Bike
- 2004 Team Let’s Go Finland
- 2005–2009 Bigla Cycling Team